# Field goal
Un field goal,  gol de campo o simplemente gol en el fútbol canadiense y el fútbol americano es una de las variadas formas de conseguir puntos, y una de las pocas jugadas que se realizan con el pie.

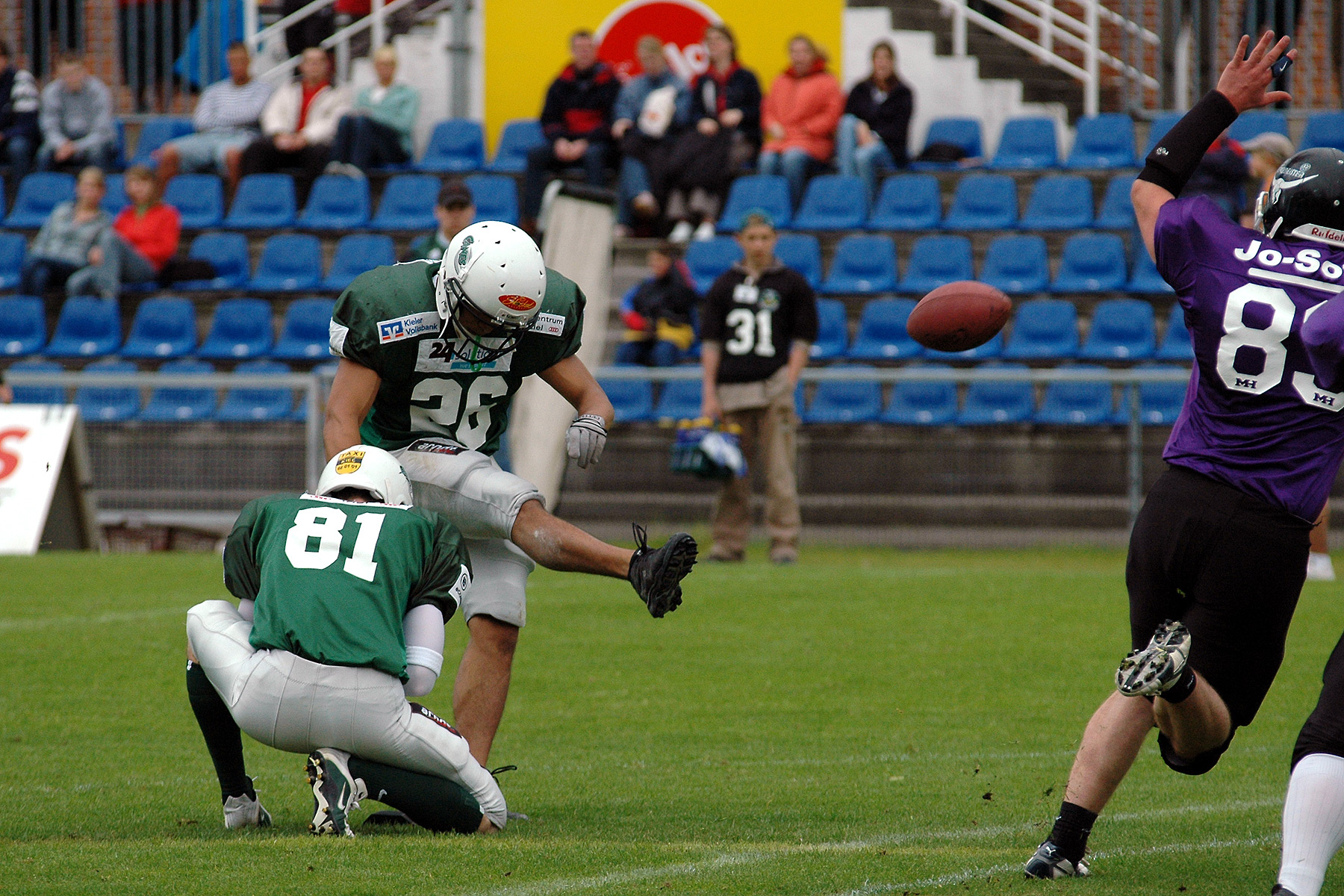
Ejecución de un field goal

Un gol de campo puede ser anotado por una patada desde un lugar fijo tras patear el ovoide. La bola debe pasar a través de la U que se erige en el fondo de la zona de anotación, llamada goalpost o poste de anotación, el cual está a 10 pies (3,048 m) sobre el terreno de juego y mide 18 pies con 6 pulgadas de ancho (5,55 m). No puede anotar mediante una patada inicial. Si el balón pasa por el interior de los palos es válido, independientemente de que haya golpeado alguno de los palos que la conforman. Las reglas para poder anotar un field goal pueden tener requerimientos adicionales, pero siempre vale tres puntos.
El miembro del Salón de la Fama, el pateador Lou "The Toe" Groza logró completar solo el 58 % de sus intentos de gol de campo. Hoy los mejores kickers consiguen un gol cerca del 90 % de sus intentos.

## Dimensiones del poste ogoalpost
(En pies y pulgadas)
- NFL: 10 pies de alto, 18 pies y 6 pulgadas de ancho.
- CFL: 10 pies de alto, 18 pies y 6 pulgadas ancho.
- NCAA:10 pies de alto, 18 pies y 6 pulgadas de ancho (desde 1991).
- High School: 10 pies de alto, 23 pies y 4 pulgadas de ancho (en algunos juegos estos postes miden 18 pies y 6 pulgadas, según el estado).
- Arena football: 15 pies de alto, 9 pulgadas de ancho.

(Alto = desde el larguero o crossbar)

## Estrategia
Debido a que un gol solamente vale tres puntos, mientras que un touchdown vale seis (más el posterior punto extra), los equipos generalmente intentan el gol en una de estas situaciones:
- Es cuarto down (tercero en las reglas canadienses) y el ataque está a más de una o dos yardas de un nuevo primer down.
- Hay pocos segundos para que finalice la primera mitad.
- Hay pocos segundos para que se acabe el partido, o el partido ha llegado a la prórroga, y el equipo atacante necesita tres puntos para ganar o empatar.

Por supuesto, los equipos solo intentan goles si su kicker tiene la oportunidad de hacerlo fácilmente. Esas condiciones hacen que incluso los mejores pateadores de la NFL tengan dificultades para realizar field goals más largos de 50 yardas. Si el ataque está muy lejos como para intentar un gol en el cuarto down, pueden realizar una patada de despeje o punt para lanzar el balón al otro equipo. Una patada de despeje no otorga puntos (excepto en el fútbol canadiense), pero puede encajar con ese despeje al otro equipo cerca de su propia zona de anotación.

## Ejecución de los goles de campo
Cuando un equipo decide intentar un gol o field goal, generalmente utiliza una formación muy concentrada en el centro, con nueve jugadores, y otros dos cerca de la línea de golpeo, el pateador y el que lo sujeta. Frente al central, el equipo rival puede tener a un especialista en bloquear estos balones en este tipo de jugadas.
La defensa también alinea a todos sus jugadores cerca a la línea de golpeo con el objetivo de intentar bloquear el intento. La defensa solo puede intentar bloquear la patada en la línea, no lo pueden hacer debajo del goalpost ya que valdría como tal.
El que sujeta el balón normalmente se sitúa unas 7 yardas detrás de la línea de golpeo con el pateador a unas pocas yardas detrás de él. Tras recibir el servicio del long snapper o pase largo, el que sujeta el balón lo hace contra el suelo, para que el pateador se aproxime y lo golpee. Un error de concentración o de coordinación puede echar a perder la oportunidad de llevar a cabo el gol.

## Goles bloqueados y fallados
En la NFL, fallar un field goal desde la yarda 20 o menos resulta en una posesión para el equipo rival en la línea de la yarda 20. Fallar goles desde más lejos de la yarda 20 resulta en una posesión para el equipo rival desde la posición en que fue hecho el intento de field goal.
El equipo rival también puede capturar un gol de campo fallido e intentar retornarlo, intentando llegar al ensayo. Esto no ocurre con mucha frecuencia, ya que son pocas las ocasiones en que la distancia lo permite, ya que el intento de gol debe haber sido muy lejano. Algunos casos recientes pueden ser el retorno para touchdown de Nathan Vasher de los Chicago Bears (13 de noviembre de 2005) contra los San Francisco 49ers, el de Devin Hester, también de los Chicago Bears (12 de noviembre de 2006) contra los New York Giants o el de Jonathan Hankins New York Giants (septiembre de 2016) contra los New Orleans Saints. Los primeros dos jugadores retornaron unos goles fallidos de 52 yardas, retornando 108 yardas para realizar el ensayo. Son las carreras más largas de la historia de la NFL.
En la NCAA, el equipo rival obtiene la posesión del balón en la línea de golpeo.
En el fútbol canadiense el equipo contrario debe regresar el gol fallido. Si no lo hacen o el field goal fallido pasa por la zona de anotación, el equipo que lo intenta anota un sencillo, también conocido como rouge.
Ocasionalmente (uno de cada 40 intentos en la NFL), la defensa logra bloquear la ejecución del gol. Si esto ocurre detrás de la línea de golpeo provoca un balón suelto o fumble, también llamado pifia. Si el bloqueo es dentro de la línea de golpeo de la defensiva, solo puede ser la posesión del balón para la defensa.

## Estilos
Hay varios estilos en que los pateadores han usado para realizar los intentos de gol de campo a través del tiempo. El estilo soccer es el más usado actualmente.

### Estilosoccero fútbol inglés
El estilo fútbol inglés, conocido como soccer en EE. UU., basa su nombre en que los jugadores patean el balón en este deporte. Este estilo se basa en patear la bola buscando el ángulo. El pateador da tres pasos atrás y dos al costado izquierdo (si el pateador es diestro, o al contrario si es zurdo). Así pateará el balón en la posición adecuada. Algunos kickers como Adam Vinatieri, toman impulso desde el costado fuera de la línea y proceden a patear el balón girando el cuerpo; haciendo un semicírculo pateando el balón en el movimiento final.
La adopción de este estilo ha dado a surgir la mayoría de pateadores actuales.

### Estilo rectilíneo
En el estilo rectilíneo o recto, el pateador toma varios pasos de impulso y patea el balón con la punta del zapato. Este estilo era usado hasta que el estilo fútbol inglés tomó fuerza en los años 1960.
A diferencia del estilo soccer, el rectilíneo requiere de un tipo de zapato especial, el cual está reforzado en la punta para lograr una mayor rigidez. Adicionalmente, algunos pateadores llevan puestos zapatos para patear que son una o dos tallas menores que lo que calzan. El miembro del Salón de la Fama George Blanda, un kicker que también jugó como quarterback, llevaba zapatos modificados para poder jugar en ambas posiciones sin cambiar de calzado. De igual manera varios pateadores actuales usan un zapato que permite alcanzar a rozar el terreno de juego.
Steve Cox de los Washington Redskins pateó el último gol de estilo rectílineo en 1987. Cox era un kicker que también se encargaba de los saques iniciales y los despejes.

### Drop kicko patada de rebote
Una drop kick o patada de rebote se realiza cuando el pateador baja el balón y lo patea cuando rebota en el terreno de juego. Esta patada era muy popular en los años 1900. La ventaja principal de este tipo de patada es que el equipo que realizaba el intento de gol de campo tenía un defensa adicional; a pesar de ello, esa ventaja era mínima. Actualmente no se usa ese tipo de patada.
La patada de rebote más reciente hecha en la NFL fue el 18 de septiembre de 2018 por parte del punter Michael Dickson de los Seattle Seahawks para un punto extra. Fue la primera vez en 64 años que una patada de rebote fue convertida como punto extra en la NFL.
La más reciente patada de rebote hecha en la NCAA fue de Aaron Fitzgerald de la Universidad de LaVerne el 10 de noviembre de 1990 ante Claremont-Mudd-Scripps. 

## Historia
En los primeros tiempos del fútbol americano se establecieron las patadas al balón.
- En 1883 el sistema de puntos fue creado y los field goals valían cinco puntos, mientras que los touchdown y las conversiones de punto extra valían 3 puntos cada uno.
- En 1897 el touchdown incrementó su valor a 5 puntos y la conversión bajó a un punto.
- El field goal bajó a 4 puntos en 1904 y luego a los actuales 3 puntos en 1909.
- El touchdown cambió a 6 puntos en 1912.
- En 1924 la conversión se realizaba desde la línea de la yarda 3
- En 1925-1928 fue movida a la yarda 5.
- En 1929 fue movida a la yarda 2.
- Finalmente, en 1968 fue movida de nuevo a la yarda 3.
- Los goalpost estaban localizados sobre la línea de gol, esto causó muchas lesiones o interefencias en el juego. Por ello la NCAA movió los parales detrás de la zona de anotación en 1927. A pesar de ello la NFL, tuvo los goalpost en la línea de gol hasta 1974.
- En 1959 los goalpost en la NCAA medían 23'4".
- En 1988 la NCAA prohibió que los fields goals fuesen pateados desde el aire, obligando a que fueran desde el terreno de juego.
- En 1991 los goalpost colegiales fueron reducidos a 18'6", la medida reglamentaria de la NFL . En 1991 and 1992, esto significó ángulos difíciles para cortos intentos de gol de campo, ya que las marcas para hacerlo estaban a 53'4" yardas de distancia. En 1993, la NCAA acercó la distancia a la yarda 40 (que fueron las marcas en la NFL hasta 1972, cuando las redujeron a 18'6").
- Como los goalposts colegiales, los de la NFL estaban ubicados en la línea de gol y fueron movidos al fin de la zona de anotación en 1974, como resultado de la distancia más angosta de 1972, que hacía más fácil convertir goles de campo.
- En 1967, la NFL adoptó el poste tipo slingshot u honda, con una pequeña curva para sostener la línea de abajo. La NCAA después adoptó esa norma pero después de permitir las porte desplazados, que tenían dos postes en vez de uno.
- Tres escuelas en la División I-A actualmente usan dos postes en lugar de uno en sus estadios: Florida State, LSU, y Washington State.

## Récords

### Goles de mayor distancia

#### NFL
- 66 yardas - Justin Tucker, Baltimore Ravens (G 19-16) Detroit Lions, 26 de septiembre de 2021
- 65 yardas - Brandon Aubrey, Dallas Cowboys (P 25-28) Baltimore Ravens, 22 de septiembre de 2024
- 65 yardas - Ola Kimrin, pretemporada. Denver Broncos (G 31-0) vs. Seattle Seahawks, 25 de agosto de 2002. Él fue reemplazado después del partido.
- 64 yardas - Brandon Aubrey, Dallas Cowboys (P 10-34) vs. Houston Texans, 18 de noviembre de 2024
- 64 yardas - Matt Prater, Denver Broncos (G 51-28) vs. Tennessee Titans, 8 de diciembre de 2013
- 63 yardas - Joey Slye , New England Patriots - vs. San Francisco 49ers, 29 de septiembre de 2024
- 63 yardas - Graham Gano , New York Giants vs. Carolina Panthers (G 31-33), 7 de octubre de 2018
- 63 yardas - David Akers, San Francisco 49ers (G 30-22) vs. Green Bay Packers, 9 de septiembre de 2012
- 63 yardas - Sebastian Janikowski, Oakland Raiders (G 23-20) vs. Denver Broncos, 12 de septiembre de 2011
- 63 yardas - Jason Elam, Denver Broncos (G 37-24) vs. Jacksonville Jaguars, 25 de octubre de 1998
- 63 yardas - Tom Dempsey, New Orleans Saints (G 19-17) vs. Detroit Lions, 11 de agosto de 1970
- 62 yardas - Matt Bryant, Tampa Bay Buccaneers (G 23-21) vs. Philadelphia Eagles, 22 de octubre de 2006
- 62 yardas - Stephen Gostkowski, New England Patriots (G 33-8) vs. Oakland Raiders, 19 de noviembre de 2017. Encuentro realizado en la Ciudad de México.
- 61 yardas - Jake Elliott, Philadelphia Eagles (G 27-24) vs. New York Giants, 24 de septiembre de 2017
- 61 yardas - Justin Tucker, Baltimore Ravens (G 18-16) vs. Detroit Lions, 16 de diciembre de 2013
- 60 yardas - Rob Bironas, Tennessee Titans (G 20-17) vs. Indianapolis Colts, 3 de diciembre de 2006
- 60 yardas - Morten Andersen, New Orleans Saints (G 20-17) vs. Chicago Bears, 27 de octubre de 1991
- 60 yardas - Steve Cox, Cleveland Browns (P 9-12) vs. Cincinnati Bengals, 21 de octubre de 1984

La progresión de los goles de campo desde mayor distancia:
- 45 yardas - Pete Henry, Cantón Bulldogs vs. Toledo, 10 de diciembre de 1922 (retroceso de patada)
- 54 yardas - Glenn Presnell, Detroit Lions vs. Green Bay Packers, 7 de octubre de 1934
- 56 yardas - Bert Rechichar, Baltimore Colts vs. Chicago Bears, 7 de septiembre de 1953
- 63 yardas - Tom Dempsey, New Orleans Saints vs. Detroit Lions, 8 de noviembre de 1970

#### Colegial
- 69 yardas - Ove Johansson, Abilene Christian (G 17-0) vs. East Texas State, 16 de octubre de 1976 (2" tee) Shotwell Stadium, Abilene. NAIA.
- 67 yardas - Russell Erxleben, Texas (G 72-15) vs. Rice, 1 de octubre de 1977 (2" tee)
- 67 yardas - Steve Little, Arkansas (P 9-13) vs. Texas, 15 de octubre de 1977 (2" tee)
- 67 yardas - Tom Odle, Fort Hays State (G 22-14) vs. Washburn, 11 de mayo de 1988 (2" tee), NCAA Division II.
- 67 yardas - Joe Williams, Wichita State (G 33-7) vs. Southern Illinois, 21 de octubre de 1978 (2" tee)
- 65 yardas - John Triplett Haxall, Princeton (P 1g,1s-2g,2t,1s) vs. Yale, 30 de noviembre de 1882 (w/out tee) El Polo Grounds, 5ª avenida en la calle 110, Nueva York.
- 65 yardas - J.P. Ross, Birmingham A.C. (G 5-4) vs. Alabama, 12 de noviembre de 1892 (drop-kick)
- 65 yardas - Martín Gramática, Kansas State (G 73-7) vs. Northern Illinois 9 de diciembre de 1998 (más largo en la NCAA sin una tee)
- 65 yardas - Tony Franklin, Texas A&M (G 24-0) vs. Baylor, 16 de octubre de 1976 (2" tee) (after Johansson's 69-yarder)
- 64 yardas - Tony Franklin, Texas A&M (G 24-0) vs. Baylor, 16 de octubre de 1976 (2" tee) (después del de 69 yardas de Johansson).

#### High school
- 68 yardas - Dirk Borgognone, Reno High School (NV) (G 34-14) vs. Sparks HS (NV), 27 de septiembre de 1985
- 67 yardas - Russell Cowsert, Dallas Christian HS (TX) (G 67-0) vs. Fort Worth Nolan HS (TX), 1987
- 61 yardas - Ivan Gramajo, St. Matheus North High School (AL)(G 45-7) vs. South Matheus HS (AL), 2018

#### CFL
- 62 yardas - Paul McCallum, Saskatchewan Roughriders (G 12-3) vs. Edmonton Eskimos, 27 de octubre de 2001

## Goles de campo de cuatro puntos
En años recientes la NFL Europa ha experimentado con una regla que da cuatro puntos a los field goals anotados desde 50 yardas o más distancia.
En la arena football, un gol vale cuatro puntos.